# Collège européen de Parme
La Fondation Collège Européen de Parme (en italien: Fondazione Collegio Europeo di Parma, en anglais: European College of Parma Foundation) est une école des hautes études européennes située à Parme, créée et soutenue par l'université de Parme et des autres institutions territoriales et nationales.

## Historique
La première unité du collège a été fondée en 1988 sous la forme d'un consortium, par les institutions du territoire de Parme et de l'Emilie-Romagne, afin d'offrir aux étudiants un programme de formation supérieure, afin de favoriser la connaissance du fonctionnement des institutions de l'UE.
Le contenu de la formation actuelle a été lancé en 2003 par le Président de la Commission européenne, Romano Prodi lors de l'inauguration de la première année académique 2003-2004. La formation se compose d'un programme d'étude interdisciplinaire sur le processus d'intégration européenne  qui est destinée en particulier aux étudiants post-universitaire, l'objectif étant de former des jeunes diplômés européens dans les domaines du droit, de l'économie et de la politique de l'Union européenne. 
En 2004 le siège actuel du collège a été inauguré et l'institut est devenu une fondation, semblable à celles du Collège d'Europe à Bruges en Belgique et à Natolin en Pologne.

## Programme didactique
À la fin des études, les étudiants reçoivent un Diplôme en Hautes Études Européennes.

## Comité Scientifique
Le Comité Scientifique du Collège se compose de: Cesare Azzali, Martin Bangemann, Andrea Boltho, Étienne Davignon, Jacques Delors, Franco Frattini, Erik Jones, Alfonso Mattera, Franco Mosconi, Ana Palacio, Romano Prodi.

## Promotions
Depuis la création du DHEE, sur le modèle du Collège d'Europe à Bruges et Natolin, chaque année universitaire est appelée "promotion". Toutes les promotions sont dédiées à un acteur de l'unité européenne:
| Année scolaire | Nom de la promotion  | Speaker au lectio inauguralis |
| -------------- | -------------------- | ----------------------------- |
| 2003/2004      | Alcide De Gasperi    | Romano Prodi                  |
| 2004/2005      | Paul-Henri Spaak     | Étienne Davignon              |
| 2005/2006      | Giovanni Paolo II    | Franco Frattini               |
| 2006/2007      | Konrad Adenauer      | Mario Monti                   |
| 2007/2008      | Robert Schuman       | José Manuel Durão Barroso     |
| 2008/2009      | Jean Monnet          | Giorgio Napolitano            |
| 2009/2010      | Altiero Spinelli     | Pascal Lamy                   |
| 2010/2011      | François Mitterrand  | Herman Van Rompuy             |
| 2011/2012      | Willy Brandt         | Jerzy Buzek                   |
| 2012/2013      | Luigi Einaudi        | Vassilios Skouris             |
| 2014/2015      | Erasmus              | Jacques Le Goff               |
| 2015/2016      | Pericles             | Dimitris Avramopoulos         |
| 2016/2017      | Alfonso Mattera      | -                             |
| 2017/2018      | José Ortega y Gasset | Antonio Tajani                |